# Løkken Station
|  | Ikke at forveksle med Løkken Station og Løken Station i Norge. |
Løkken Station er en nedlagt dansk jernbanestation i Løkken på Hjørring-Løkken-Aabybro Jernbane. Stationsbygningen er tegnet af Sylvius Knutzen. 
57°22′14″N 9°43′1″Ø / 57.37056°N 9.71694°Ø